# Stork (bedrijf)

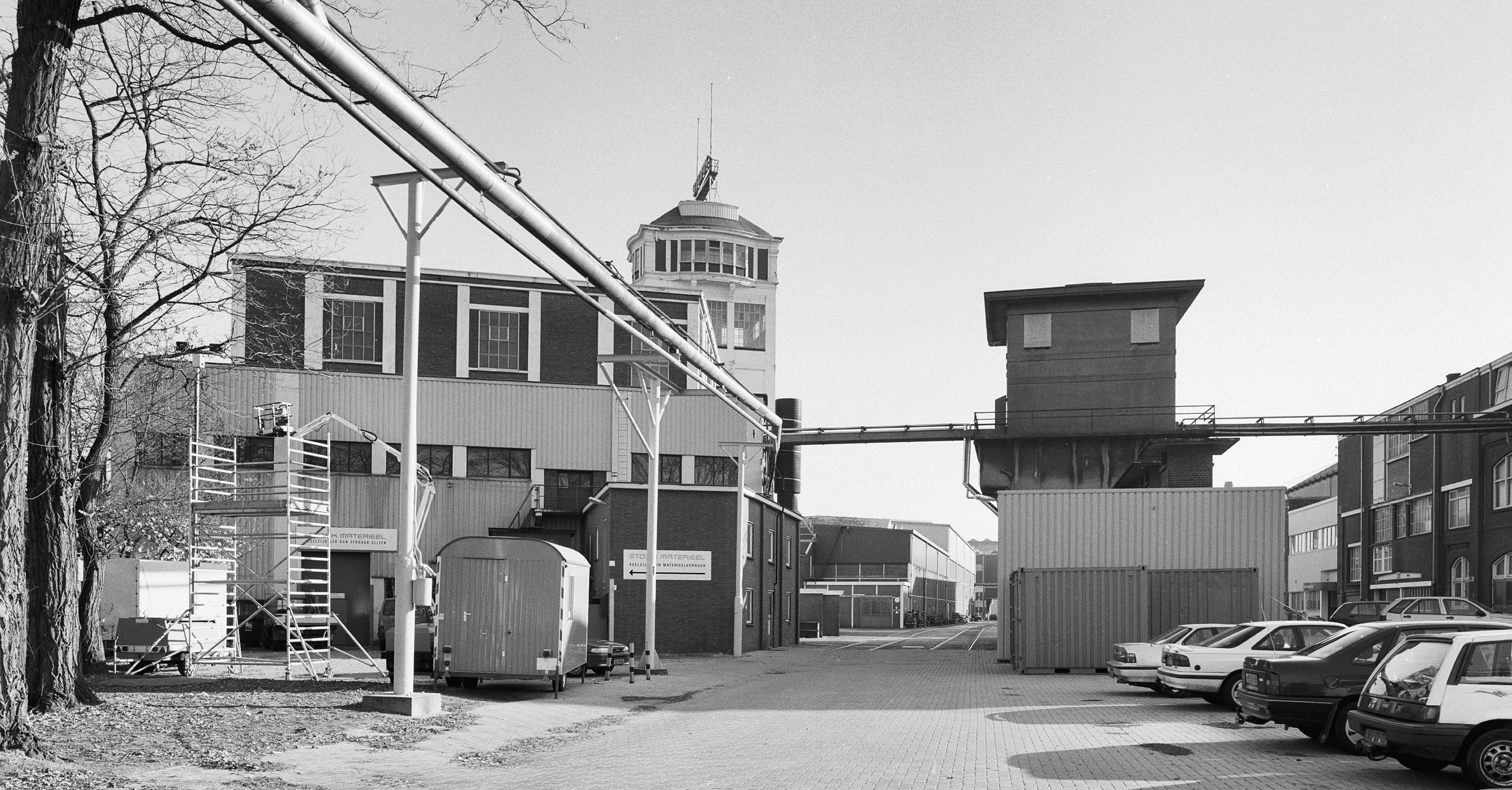
Deel van het complex van de Koninklijke Machinefabriek Stork & Co te Hengelo (O) in 1997

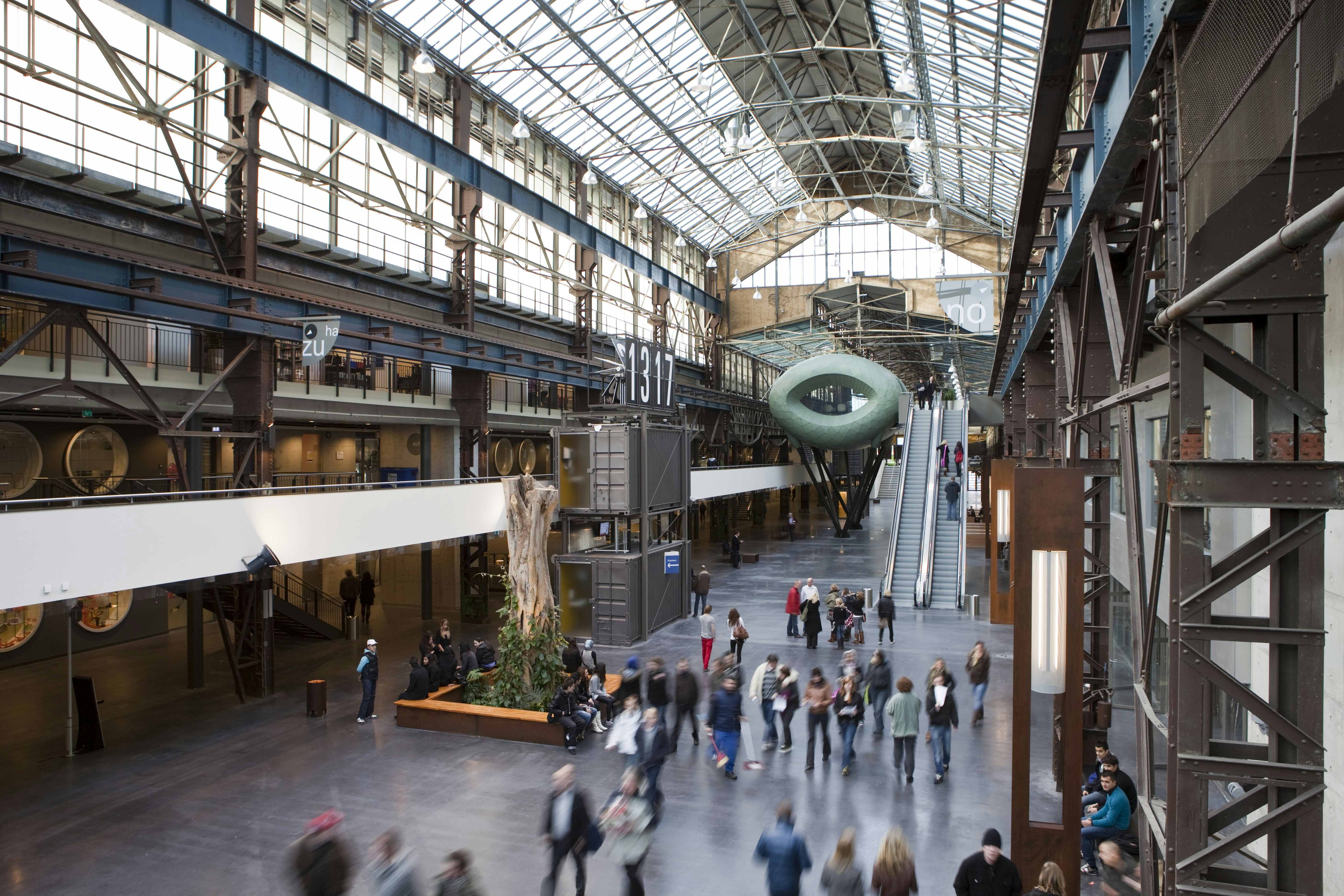
Voormalige Koninklijke Machinefabriek Gebroeders Stork & Co te Hengelo, 2009

Stork, opgericht in 1868 in Hengelo, is een in Nederland gevestigd technische onderneming met het hoofdkantoor in Utrecht. Stork richt zich voornamelijk op het leveren van technische diensten aan de sectoren olie en gas, chemie, mijnbouw, farmacie en energie. 
Tot 2008 waren de aandelen Stork genoteerd aan de Amsterdamse effectenbeurs. Begin 2008 werd het eigendom van het Britse investeringsbedrijf Arle Capital. In 2013 werden Fokker Technologies en Stork Technical Services aparte ondernemingen met een eigen raad van bestuur en zij opereren zelfstandig. In 2015 verkocht Arle Capital het Fokker-deel aan het Britse GKN en in 2016 Stork Technical Services aan Fluor.

## Geschiedenis

### Begin

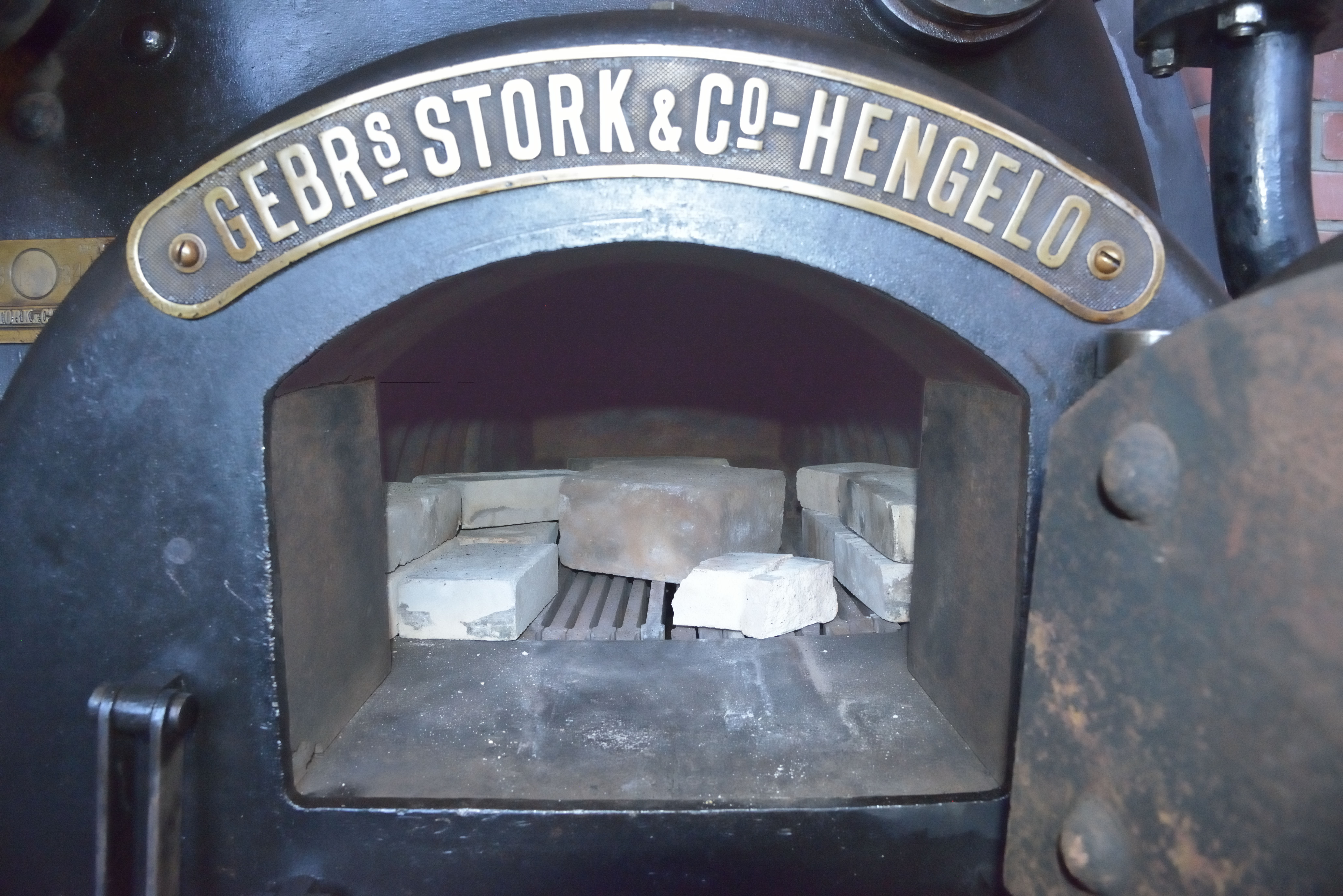
Stoomgemaal De Tuut, Appeltern

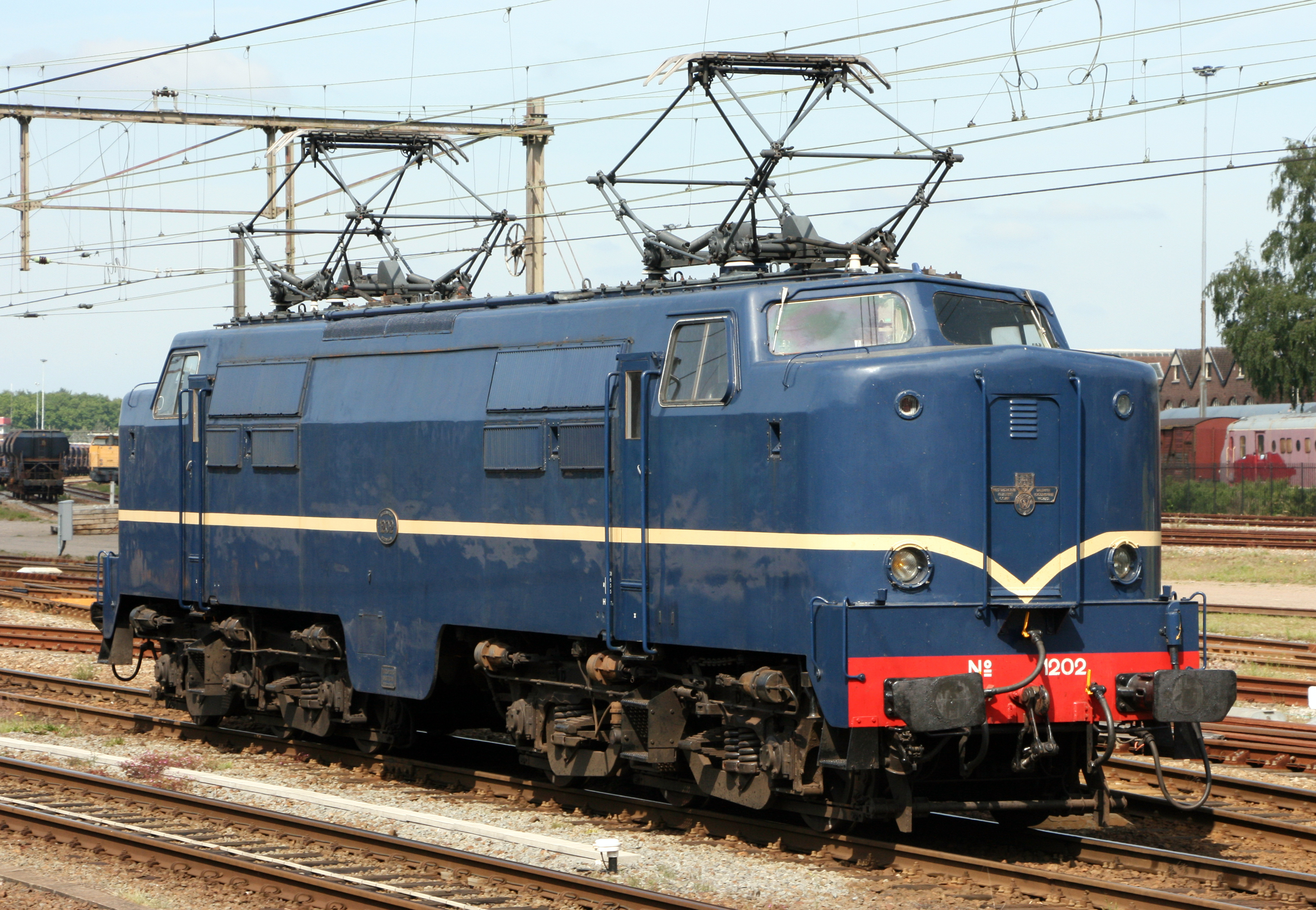
De NS-locserie 1200, een elektrische locomotief gebouwd door Werkspoor Utrecht. In gebruik genomen door de Nederlandse Spoorwegen, ACTS Nederland BV en EETC.

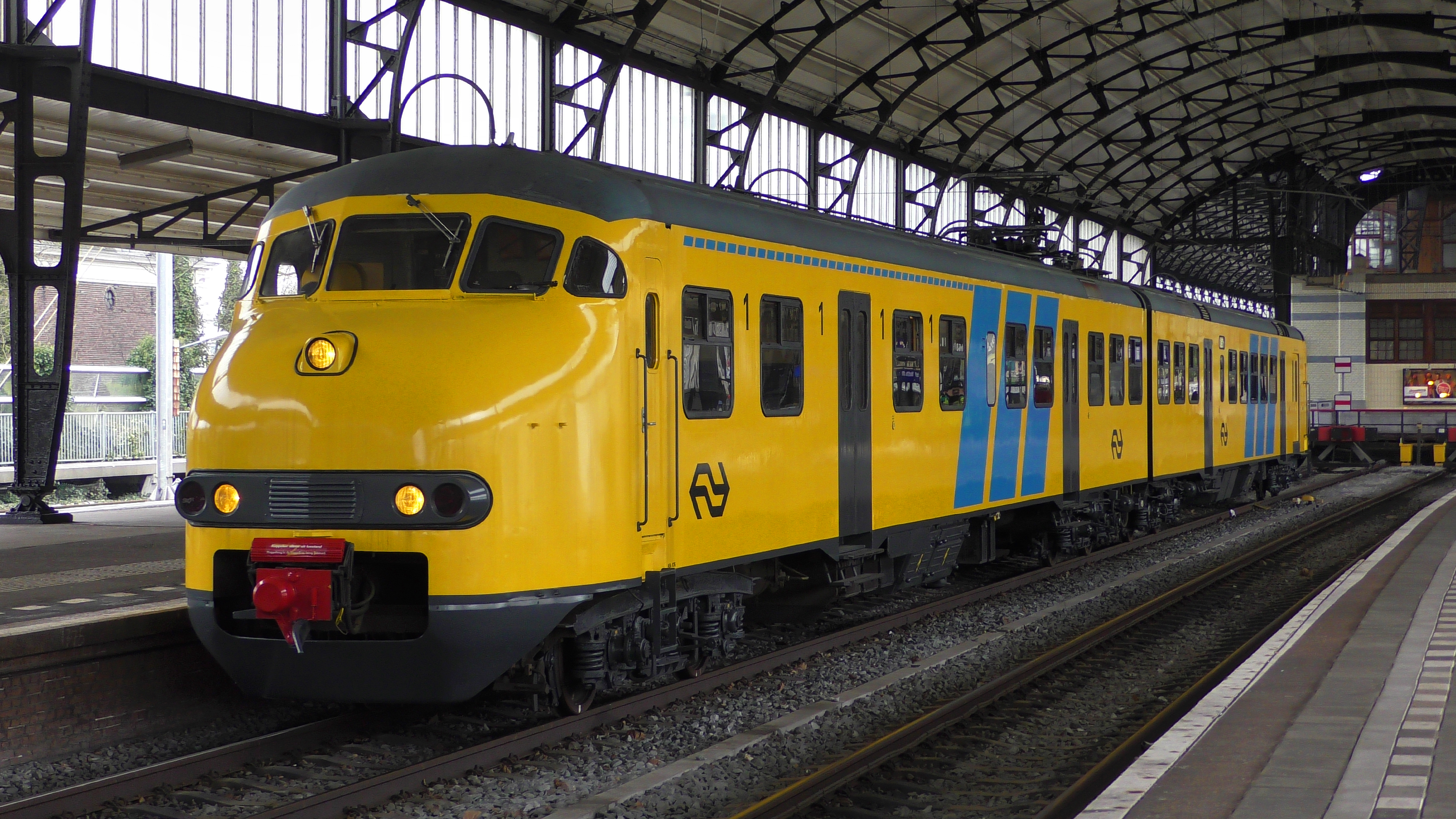
Treinstel type Mat '64, tussen 1961 en 1972 gebouwd door Werkspoor, op station Haarlem in 2019

De oprichting is nauw verweven met de opkomst van de gemechaniseerde textielindustrie in Twente. Zo startte in 1859 de plaatselijke smid/werktuigbouwkundige Jan Meyling samen met de Delftse ingenieur Coenraad Craan Stork een ijzergieterij annex machinereparatiewerkplaats Stork, Meyling & Co. in Borne om in de groeiende behoefte aan installatie, reparatie en machine-onderhoud te voorzien. Coenraad was een jongere broer van Charles Stork die al vanaf 1835 actief was als textielondernemer met de Weefgoederenfabrique C.T. Stork & Co. in Oldenzaal. Het belang van de familie Stork werd in 1862 groter, toen Jurriaan Engelbert Stork toetrad. Na het vroegtijdig overlijden van Coenraad in 1863 bleef Jurriaan  vennoot. Na twee jaren kwam er een einde aan de compagnonschap met Meijling en gingen Charles Theodorus Stork (1822-1895) samen met zijn broer Jurriaan Engelbert Stork (1828-1893) en zijn zwager Hendrik Jan Ekker (1830-1896) in 1865 te Borne zelfstandig verder als machinefabriek Gebr. Stork & Co. In 1868 verplaatsten zij het bedrijf naar Hengelo. In 1893 namen de zonen van Charles, Dirk Willem (1855-1928), Hendrik Casper (1857-1934) en Coenraad Frederik Stork (1865-1934) de leiding van de machinefabriek over.
Het bedrijf stond bekend als sociaal en innovatief. Men begon met reparatiewerkzaamheden, maar bouwde ook wel nieuwe machines voor de textielindustrie; stoommachines die spin- en weefmachines aandreven. De Twentse textielindustrie vormde een te smalle basis, Stork breidde haar werkterrein uit, qua gebied en producten. Men fabriceerde scheepsstoomketels en stoommachines voor gemalen. Op de Wereldtentoonstelling van 1878 in Parijs werd Storks horizontale compound-stoommachine bekroond en kwam een internationale orderstroom op gang. De sterk opkomende rietsuikerindustrie op Java bood een veelbelovende nieuwe markt, waarop Stork vanaf 1883 actief werd. In 1910 vond de eerste levering van machinerieën aan Cuba plaats. Vanaf 1898 werden in een aparte vennootschap hijswerktuigen gefabriceerd. Verder was Stork vanaf eind 19e eeuw als leverancier én als mede-financier nauw betrokken bij de opkomst van elektriciteitsproducenten, zoals bij het Twentsch Centraal Station (1901), de Mij. tot verkoop van Electrische Stroom der Staatsmijnen (1908) en de Kennemer Electriciteitsmaatschappij.
Vanaf 1880 bouwde Stork een net van dealers op in heel Nederland die als installateurs en als regionale vertegenwoordigers van vooral de stoominstallaties dienden. Voorbeelden zijn de fa. Duintjer te Wildervank, W. Hubert & Co. te Sneek, P.M. Duyvis & Co. te Zaandam en M. Peskens te Helmond. Verder waren de firmanten – soms afzonderlijk, soms met meerderen – financieel betrokken bij diverse Nederlandse machine- en scheepsbouwbedrijven en technische handels- en installatiebedrijven. Vooral de belangen in Th. Figee & Co. (1889 Werf Conrad (Haarlem)) en het in 1827 opgerichte Werkspoor zijn vermeldenswaardig. Dirk en Coen Stork waren in 1918 betrokken bij de oprichting van Koninklijke Nederlandse Hoogovens en Staalfabrieken (het huidige Tata Steel Europe).
In 1881 richtte het bedrijf het eerste bedrijfspensioenfonds van Nederland op.

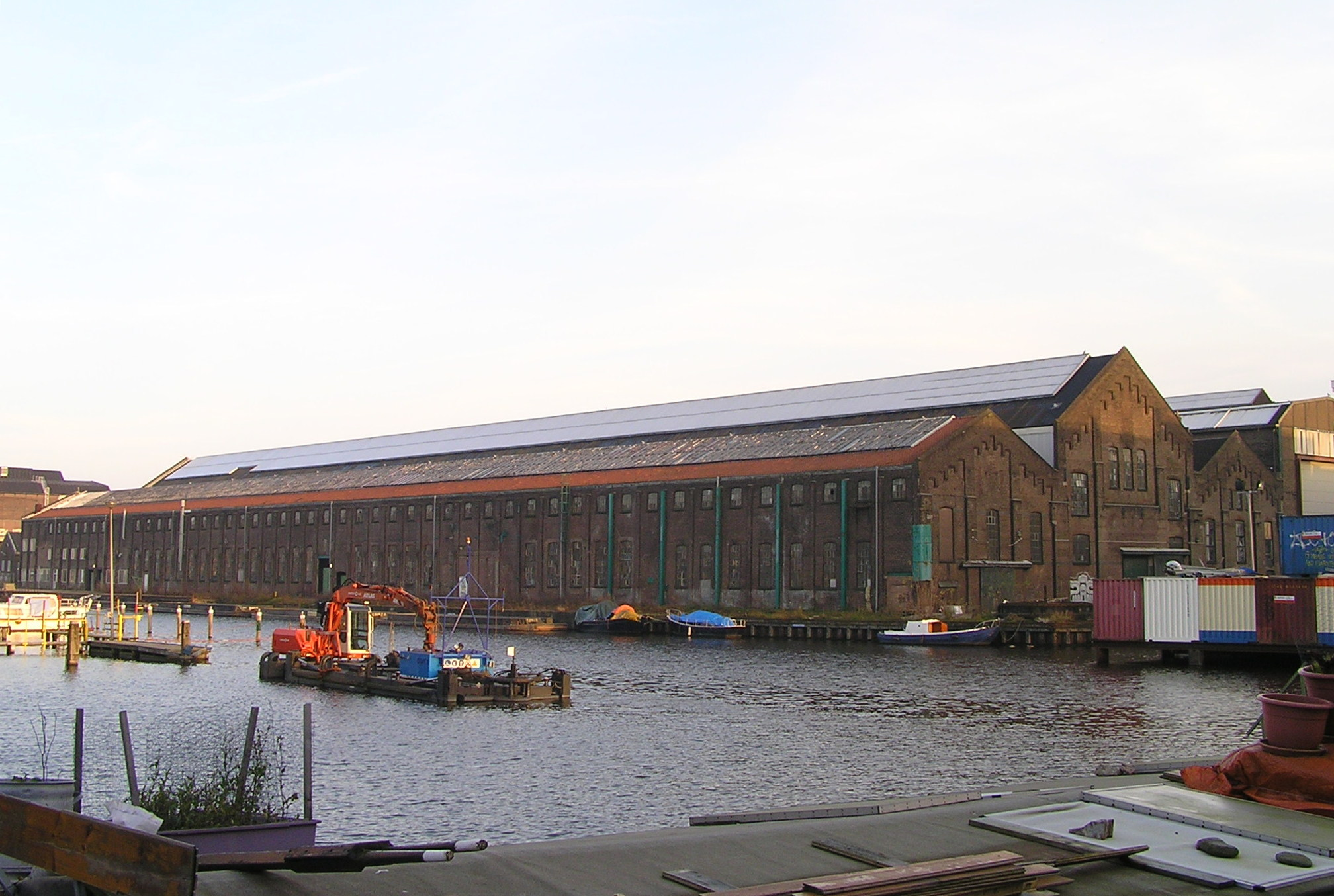
De Hallen van Stork op Oostenburg in Amsterdam in 2010

### Expansie

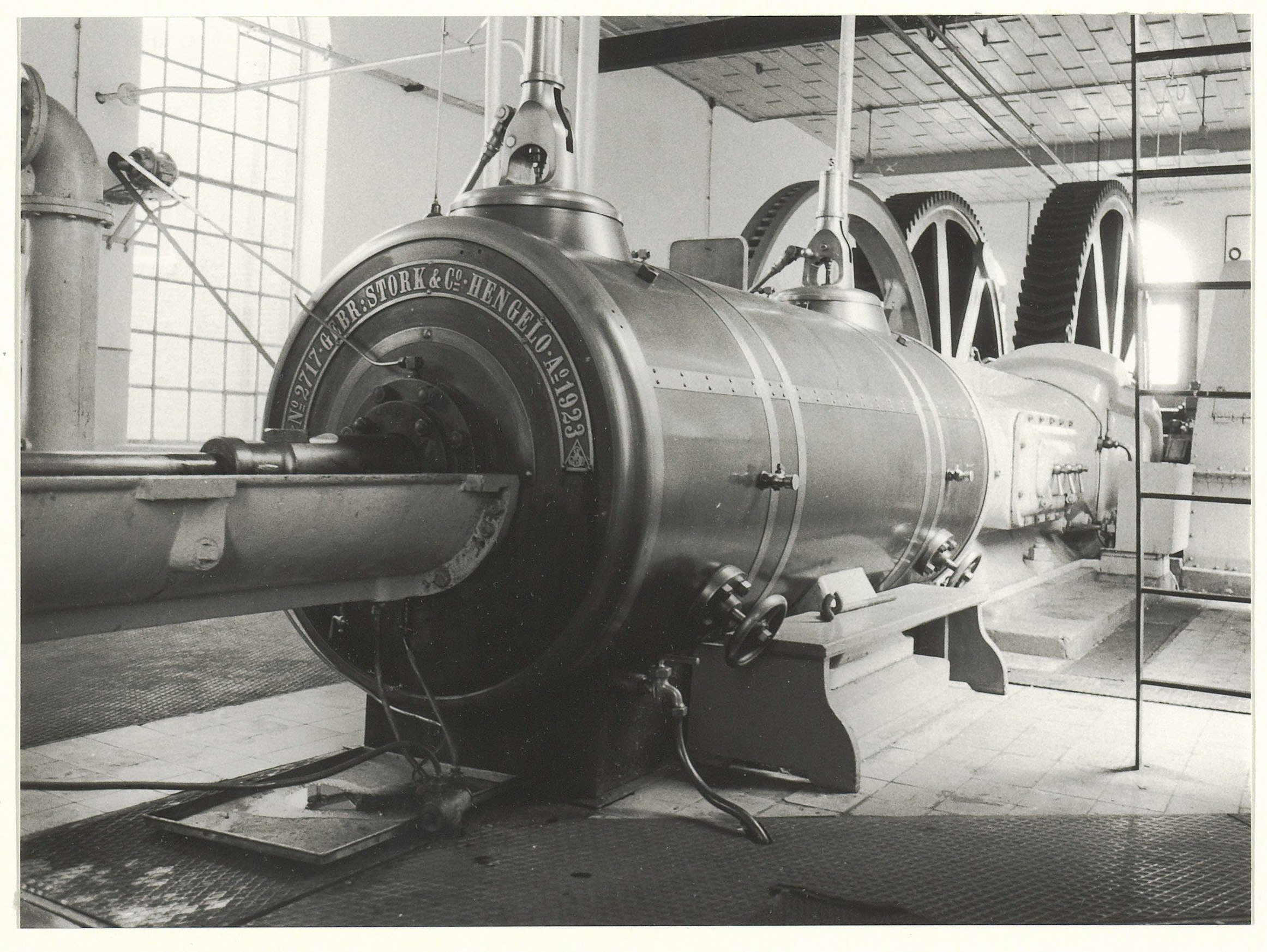
Een stoomgemaal gemaakt door Stork

Na de Eerste Wereldoorlog kende Stork een periode van bloei, maar in de jaren dertig stortte de wereldeconomie in, hetgeen resulteerde in ontslagen, loonsverlagingen en werktijdverkortingen. Het bedrijf was een conglomeraat; er werden hijskranen, baggermolens en zeesleepboten gemaakt, maar ook levensmiddelenproductiemachines en pompen.
Tijdens de Tweede Wereldoorlog werden 500 arbeiders van Stork door de bezetter als dwangarbeiders in Duitsland te werk gesteld. Stork had een grote rol in de april-meistakingen in 1943, waarbij stakingsleider Jan Vlam ondersteund werd door de telefoniste van Stork, Femy Efftink, die haar telefonische contacten op de hoogte stelde van de wilde staking die was ontstaan tegen de Duitse bezetter. 
Na de bevrijding bracht de wederopbouw een periode van groei. Stork had op een gegeven moment 6000 mensen in dienst. Toch werd het te klein bevonden. Daarom fuseerde Stork in 1954 met Werkspoor in Amsterdam. De combinatie ging Verenigde Machinefabrieken (VMF) heten en telde 10.000 werknemers. Het bedrijf was sterk in de zware kapitaalgoederen, wat een kwetsbare sector bleek toen de periode van de wederopbouw afgesloten was. Daarnaast werden onder meer een sterilisatiesysteem voor verpakte zuivel en een textieldrukmachine op de markt gebracht. In 1957 kwam er een order voor onderdelen voor de proefreactor te Petten. In 1959 werd Beijnes overgenomen, een fabrikant van rollend materieel.

### Stagnatie

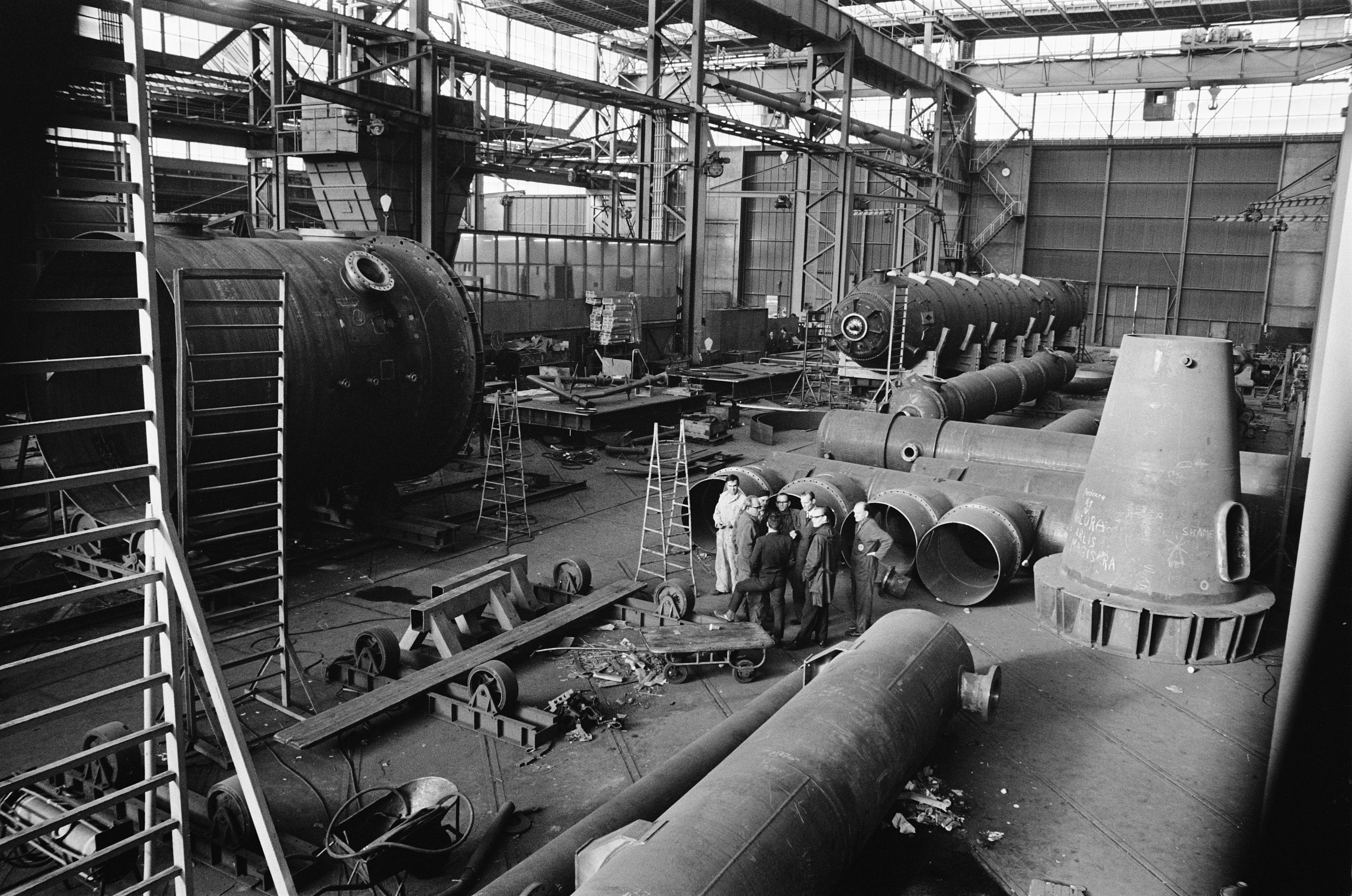
Werknemers van Werkspoor Utrecht staken, 1969

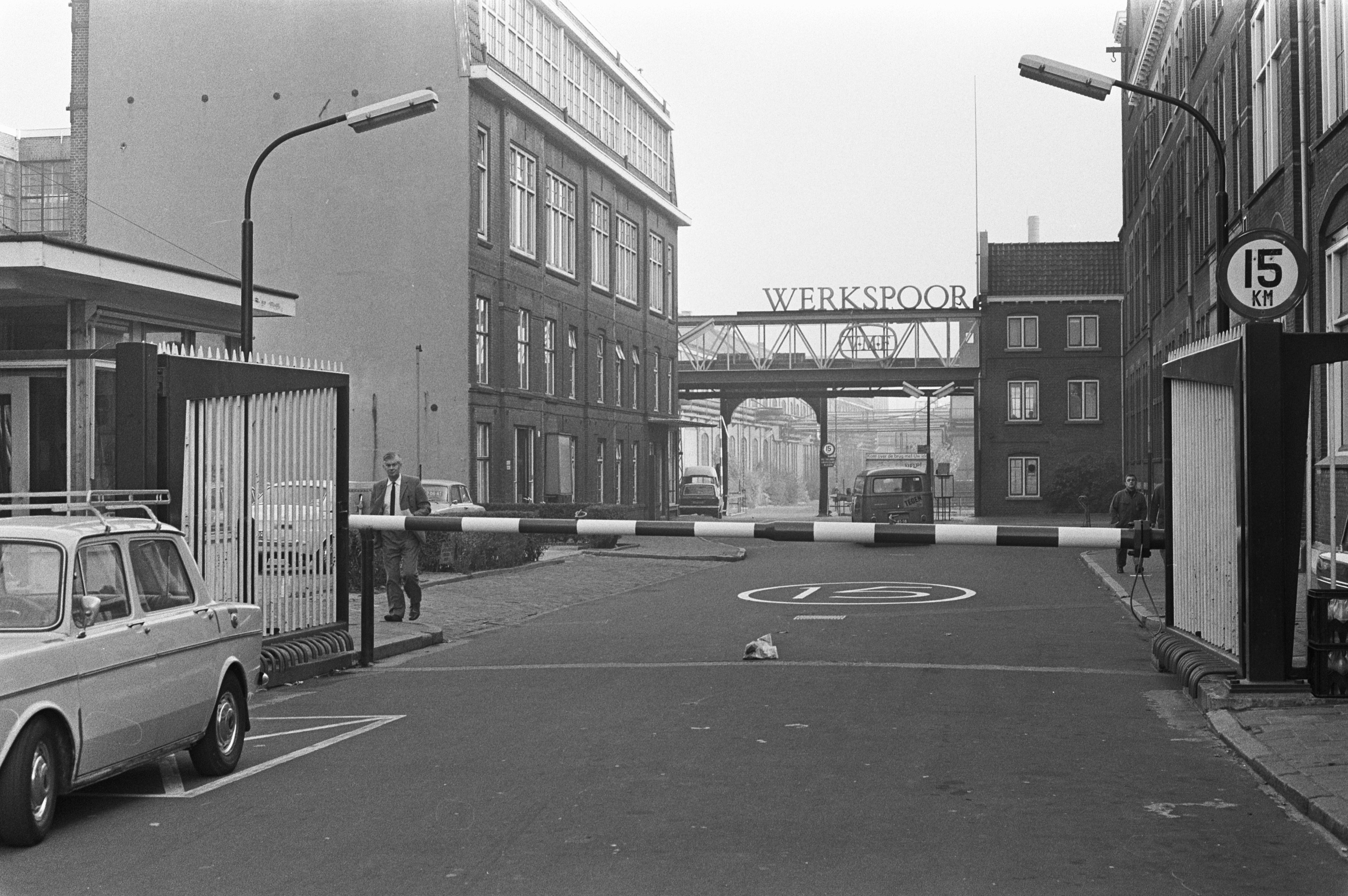
Fabriek van Werkspoor op Wittenbrug Amsterdam, 1971

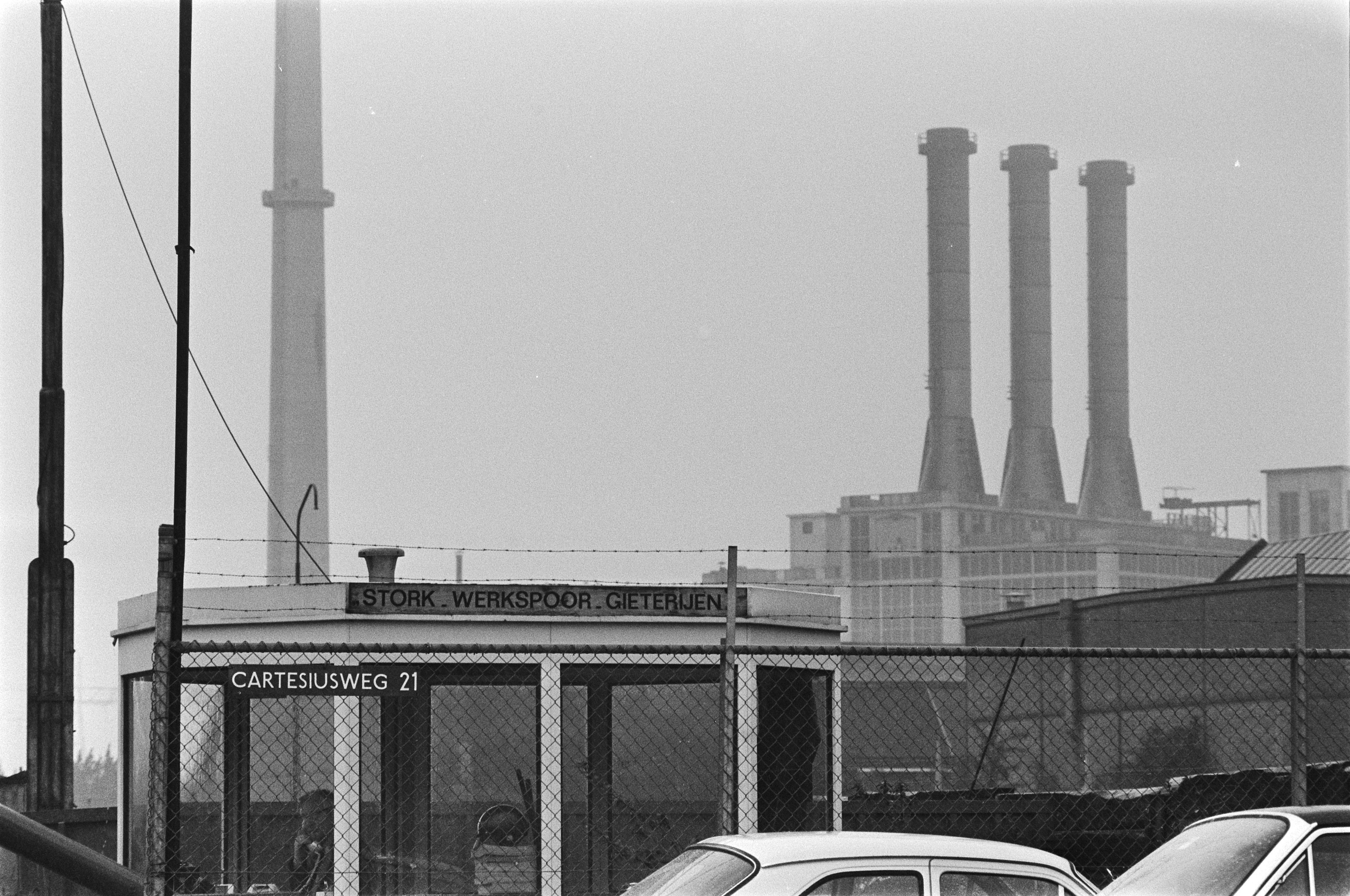
Stork Werkspoor Gieterijen te Utrecht, 1976

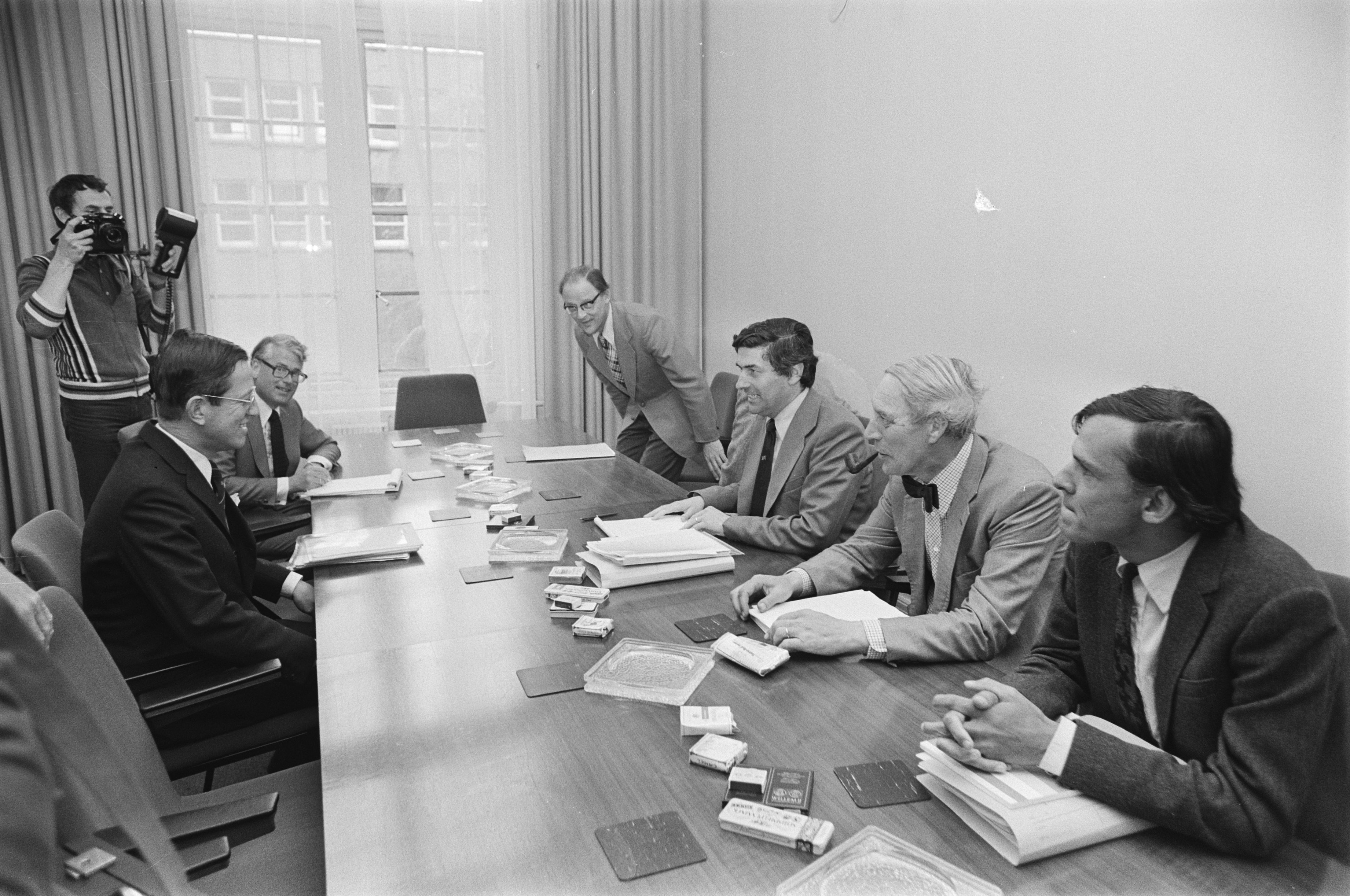
Minister van Economische Zaken Ruud Lubbers spreekt met de voorzitter van de Raad van Bestuur van de VMF, jhr. Feyo Onno Joost Sickinghe (links), 26 april 1977

In de jaren zestig ging het slecht met VMF. Bij Werkspoor vielen massaontslagen: 1900 mensen kwamen op straat te staan. Toch werden er intussen ook bedrijven overgenomen, en wel Machinefabriek Hensen (hijskranen) in 1965, Wiericke (pluimveeslachtmachines) en Kromhout in Amsterdam-Noord in 1966. In 1968 werd Bronswerk overgenomen, een onderdeel van de failliete scheepswerf Wilton-Fijenoord. Dit bedrijf was gericht op technische dienstverlening, zoals het technisch onderhoud van olie- en gasinstallaties. In datzelfde jaar ging VMF verder onder de naam Verenigde Machinefabrieken-Stork.
In 1969 leed het bedrijf voor het eerst verlies. De productie van dieselmotoren en treinstellen werd daarop afgestoten. In 1971 werd weer winst gemaakt, maar de vooruitzichten voor de zware kapitaalgoederen waren somber, en de Hengelose vestiging werd gereorganiseerd. Daarna wilde de directie ook de gieterijen in Hengelo en Utrecht sluiten. Na verzet van de arbeiders werden ze met overheidssteun opengehouden. Men probeerde de malaise nog tegen te gaan door exportorders voor het machinepark van complete fabrieken af te sluiten met onder meer Maleisië, China en de Sovjet-Unie.

### Ondergang van de zware industrie
Ondertussen werd er sterk gesaneerd, waarbij het aantal arbeiders terugliep van 26.000 in 1968 tot 12.000 in 1983. Stork maakte een omwenteling door, waarbij overgeschakeld werd van zware investeringsgoederen naar lichtere sectoren en werd in 1981 weer winstgevend. In dit kader kan de overname in 1989 van Nolte worden gezien, een Eindhovens bedrijf dat onder meer verlichtingsinstallaties maakte en dat later weer aan de VDL Groep werd doorverkocht. Verder werd in 1994 het ingenieursbureau Comprimo overgenomen. In 1996 kreeg Stork een lucht- en ruimtevaartdivisie door de overname van Fokker Aviation, bestaande uit vier gezonde onderdelen van het failliete Fokker, dat onder meer de Fokker-vliegtuigen moest onderhouden en ook vliegtuigonderdelen produceert. Intussen was in 1992 de bedrijfsnaam Verenigde Machinefabrieken-Stork weer gewijzigd in Stork.
In 2007 had Stork 13.300 medewerkers in dienst en kende het de volgende divisies:
- Textieldrukmachines (Stork Prints) (later gedeeltelijk verkocht)
- Pluimveeverwerkende apparatuur (Stork Food Systems)
- Lucht- en ruimtevaartdivisie (Fokker Aerospace Group)
- Technische dienstverlening (Stork Industry Services)

### Einde van het conglomeraat
In 2006 en 2007 hebben twee activistische hedgefondsen, Centaurus en Paulson, gepleit voor opsplitsing van Stork. Het bestuur ging hier niet op in, en uiteindelijk deed het investeringsfonds Candover een bod op de aandelen. Candover bood 47 euro per aandeel ofwel 1,5 miljard euro in totaal. Candover had toegezegd het bijna twee eeuwen oude concern minimaal twee jaar intact te laten en dat de overname geen negatieve gevolgen had voor de werkgelegenheid bij het bedrijf. Stork zelf verkocht eerder in 2007 de divisie textielprintmachines en in 2006 werd de onderhoudsdivisie verkocht aan bouwbedrijf Strukton. Op 28 november 2007 werd bekend dat Stork van de beurs zou verdwijnen. De divisie voor pluimveeverwerkende apparatuur werd verkocht aan het IJslandse bedrijf Marel, terwijl Candover met de divisies Aerospace en Technical Services zou doorgaan. Marel en Stork Food Systems werkten al negen jaar nauw samen op het gebied van technologie en in december 2005 had Marel al interesse getoond om dat deel van Stork over te nemen. In 2010 nam Stork B.V. de RigBlast Group Ltd (RBG) over, een bedrijf gevestigd in Aberdeen dat actief is in de offshore olie- en gasbusiness. Met deze overname veranderde Stork B.V. ook haar naam in Stork Technical Services.
In april 2011 verkocht Candover het Stork belang aan het Britse investeringsfonds Arle Capital.
Sinds januari 2012 zijn Stork Technical Services en Fokker Technologies gescheiden entiteiten. Beide bedrijven hebben een eigen raad van bestuur.
In juli 2015 maakte de Britse toeleverancier aan de luchtvaartindustrie GKN bekend Fokker Technologies over te willen nemen van Arle Capital. GKN betaalt hiervoor 706 miljoen euro. Na de overname blijft het hoofdkantoor van Fokker in Nederland en ook de naam blijft. Fokker telt bijna 5000 medewerkers en heeft vestigingen in Europa, Noord-Amerika en Azië. In 2014 realiseerde het een omzet van 758 miljoen euro met het ontwerp, de ontwikkeling en de productie van lichtgewicht vliegtuigonderdelen en onderhoud, reparatie en logistieke diensten voor luchtvaartmaatschappijen. GKN is groter en is naast de luchtvaart ook actief in de auto-industrie. Het bedrijf heeft vestigingen in meer dan dertig landen, ruim 12.000 werknemers en behaalde een omzet van 3,1 miljard euro in 2014.

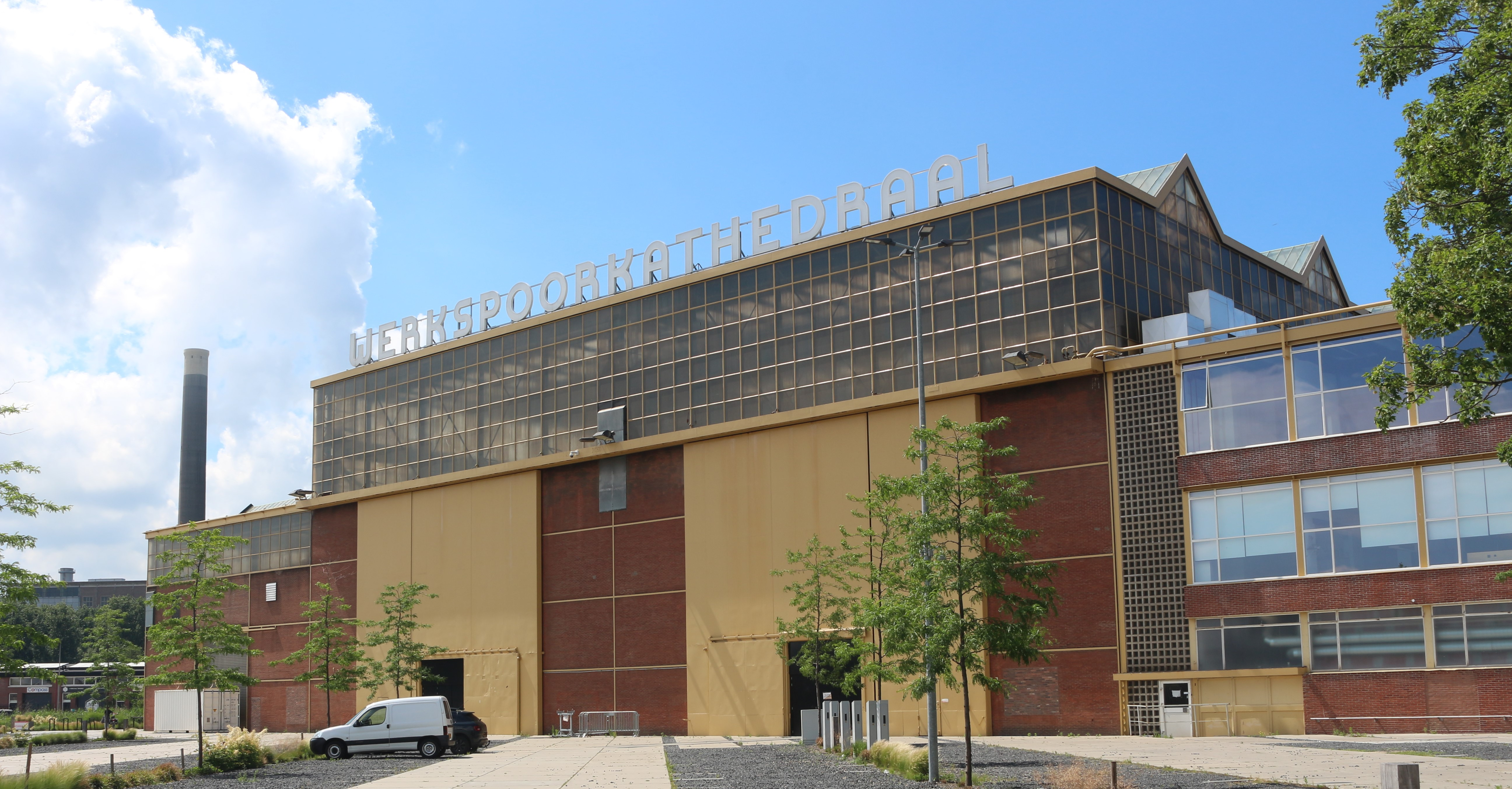
De Werkspoorkathedraal te Utrecht na de renovatie (foto anno 2020)

In december 2015 werd Stork Technical Services, het onderdeel dat actief is met het onderhoud van industriële installaties in de olie- en gasindustrie, verkocht. De koper, het Amerikaanse ingenieurs- en bouwbedrijf Fluor, betaalt 695 miljoen euro. Na de koop voegt Fluor de eigen divisie Operations & Maintenance met 4000 medewerkers toe aan Stork. Het uitgebreide Stork telt dan 19.000 werknemers en behaalt een jaaromzet van 2,1 miljard euro. Het hoofdkantoor van de nieuwe onderneming blijft in Nederland.
Met deze transacties heeft Arle Capital Partners alle onderdelen van het vroegere Stork-conglomeraat verkocht.

## Arbeidersbelangen
De tweede kern (een vroege vorm van medezeggenschap van werknemers) werd bij Stork in 1883 opgericht, nadat de eerste was ontstaan bij de Koninklijke Nederlandsche Gist- en Spiritusfabriek (in Delft in 1878). In 1895 werd in Hengelo het Verenigingsgebouw Stork geopend, bedoeld voor de werknemers van Stork. Andere initiatieven vanuit Stork waren de bouw van het tuindorp 't Lansink en de Wilhelminaschool in Hengelo.